# Carl Gösta Ulvskog
Carl Gösta Ulvskog (ursprungligen Pettersson), född 1 september 1906 i Norrköping, död där 15 november 1992, var en svensk komminister och målare.
Han var son till köpmannen Karl August Pettersson och Anna Vilhelmina Jakobsson och från 1905 gift med Maj Svea Josefina Jungner. Vid sidan av sina teologiska studier studerade han konsthistoria vid universitetet men som konstnär var han autodidakt och bedrev självstudier under resor till Nederländerna, Frankrike och Danmark. Separat ställde han ut på Nystedts konstsalong i Linköping 1950 och på Modern konst i hemmiljö i Stockholm 1950 och 1959. Han medverkade i några samlingsutställningar med provinsiell konst. Ulvskog är representerad med ett trettiotal akvareller vid Norrköpings konstmuseum.  